# Taekwondo nos Jogos Pan-Americanos de 2019 - Mais de 80 kg masculino
A competição mais de 80 kg masculino do taekwondo nos Jogos Pan-Americanos de 2019 ocorreu no dia 29 de julho, no Polideportivo Villa El Salvador em Callao, Lima.

## Medalhistas
O norte-americano Jonathan Healy conquistou o ouro nos Taekwondo nos Jogos Pan-Americanos ao derrotar o cubano Rafael Alba na final. O pódio foi completado com os medalhistas de bronze: o mexicano Carlos Sansores e o medalhista olímpico brasileiro Maicon de Andrade. 
| Ouro   | USA Jonathan Healy                        |
| Prata  | CUB Rafael Alba                           |
| Bronze | MEX Carlos Sansores BRA Maicon de Andrade |

## Resultados

### Chave principal
|  | Oitavas de final        | Oitavas de final        | Oitavas de final |  |  | Quartas de final        | Quartas de final        | Quartas de final      |    |                         | Semifinais              | Semifinais        | Semifinais |  |  | Final | Final | Final |
|  |                         |                         |                  |  |  |                         |                         |                       |    |                         |                         |                   |            |  |  |       |       |       |
|  |                         |                         |                  |  |  |                         |                         |                       |    |                         |                         |                   |            |  |  |       |       |       |
|  |                         |                         |                  |  |  | Rafael Alba (CUB)       | Rafael Alba (CUB)       | 21                    |    |                         |                         |                   |            |  |  |       |       |       |
|  | Fernando Baeza (CHI)    | Fernando Baeza (CHI)    | 25               |  |  | Jesús Perea (ECU)       | Jesús Perea (ECU)       | 7                     |    |                         |                         |                   |            |  |  |       |       |       |
|  | Jesús Perea (ECU)       | Jesús Perea (ECU)       | 27               |  |  |                         |                         |                       |    | Rafael Alba (CUB)       | Rafael Alba (CUB)       | 33                |            |  |  |       |       |       |
|  | Carlos Sansores (MEX)   | Carlos Sansores (MEX)   | 12               |  |  |                         | Carlos Sansores (MEX)   | Carlos Sansores (MEX) | 25 |                         |                         |                   |            |  |  |       |       |       |
|  | Luis Álvarez (VEN)      | Luis Álvarez (VEN)      | 8                |  |  | Carlos Sansores (MEX)   | Carlos Sansores (MEX)   | 15                    |    |                         |                         |                   |            |  |  |       |       |       |
|  | Juan Álvarez (PUR)      | Juan Álvarez (PUR)      | 21               |  |  | Juan Álvarez (PUR)      | Juan Álvarez (PUR)      | 4                     |    |                         |                         |                   |            |  |  |       |       |       |
|  | Christian Ocampo (PER)  | Christian Ocampo (PER)  | 1                |  |  |                         |                         |                       |    |                         | Rafael Alba (CUB)       | Rafael Alba (CUB) | 6          |  |  |       |       |       |
|  | Maicon de Andrade (BRA) | Maicon de Andrade (BRA) | 19               |  |  |                         | Jonathan Healy (USA)    | Jonathan Healy (USA)  | 13 |                         |                         |                   |            |  |  |       |       |       |
|  | Stuart Smit (ARU)       | Stuart Smit (ARU)       | 6                |  |  | Maicon de Andrade (BRA) | Maicon de Andrade (BRA) | 14                    |    |                         |                         |                   |            |  |  |       |       |       |
|  | Askia Alleyne (BAR)     | Askia Alleyne (BAR)     | 4                |  |  | Jordan Stewart (CAN)    | Jordan Stewart (CAN)    | 4                     |    |                         |                         |                   |            |  |  |       |       |       |
|  | Jordan Stewart (CAN)    | Jordan Stewart (CAN)    | 24               |  |  |                         |                         |                       |    | Maicon de Andrade (BRA) | Maicon de Andrade (BRA) | 4                 |            |  |  |       |       |       |
|  | Martin Sio (ARG)        | Martin Sio (ARG)        | 24               |  |  |                         | Jonathan Healy (USA)    | Jonathan Healy (USA)  | 9  |                         |                         |                   |            |  |  |       |       |       |
|  | Fraily Mora (DOM)       | Fraily Mora (DOM)       | 10               |  |  | Martin Sio (ARG)        | Martin Sio (ARG)        | 12                    |    |                         |                         |                   |            |  |  |       |       |       |
|  | Yorman Montalvo (COL)   | Yorman Montalvo (COL)   | 7                |  |  | Jonathan Healy (USA)    | Jonathan Healy (USA)    | 18                    |    |                         |                         |                   |            |  |  |       |       |       |
|  | Jonathan Healy (USA)    | Jonathan Healy (USA)    | 11               |  |  |                         |                         |                       |    |                         |                         |                   |            |  |  |       |       |       |

### Repescagem
|  | Semifinais            | Semifinais            | Semifinais |  | Disputa pelo bronze     | Disputa pelo bronze     | Disputa pelo bronze |  |  |  |  |
|  |                       |                       |            |  |                         |                         |                     |  |  |  |  |
|  | Martin Sio (ARG)      | Martin Sio (ARG)      | 17         |  | Carlos Sansores (MEX)   | Carlos Sansores (MEX)   | 17                  |  |  |  |  |
|  | Yorman Montalvo (COL) | Yorman Montalvo (COL) | 11         |  | Martin Sio (ARG)        | Martin Sio (ARG)        | 13                  |  |  |  |  |
|  |                       |                       |            |  |                         |                         |                     |  |  |  |  |
|  |                       |                       |            |  | Jesús Perea (ECU)       | Jesús Perea (ECU)       | 4                   |  |  |  |  |
|  |                       |                       |            |  | Maicon de Andrade (BRA) | Maicon de Andrade (BRA) | 15                  |  |  |  |  |